# Stolthed og fordom (film fra 2005)
Stolthed og fordom er en film fra 2005 om kærlighed og familierelationer i det 19. århundrede. Filmen bygger på romanen af samme navn af Jane Austen, som udkom i 1813.
Historien handler om Elizabeth Bennet, der har fire søstre, og hendes families anstrengelser for at få døtrene bortgiftede, hvilket var overlevelsesgrundlag dengang. Det store emne er herudover kærlighed, og hvad den beror eller ikke beror på – heriblandt stolthed og fordomme.

## Handling
Den velhavende ungkarl mr. Bingley køber godset Netherfield, som ligger i forbindelse med byen Meryton, hvor familien Bennet har deres ejendom. Mrs. Bennet er fast besluttet på at få en af sine døtre gift med mr. Bingley og gør sit til det. Hun er først noget tilfreds med sine bedrifter, da det tegner til at mr. Bingley og den ældste datter Jane bliver forelskede. Mr. Bingleys ven mr. Darcy får dog sat en stopper for et, set fra hans side set som et overilet og ufornuftigt ægteskab med en så uværdig familie. 
Mr. Darcy og Elizabeth støder tilfældigt ind i hinanden adskillige gange og trods deres erklærede had til hinanden bliver de forelsket. Da de finder ud af, hvem der har været stolt og haft fordomme (eller måske lige det modsatte), frier Mr. Darcy til Elizabeth, som indtil kort forinden har hadet ham mere end elsket ham, men hun siger ja, for hun indser, at hun elsker ham, og de bliver gift. Ligeså gør Jane og Mr. Bingley, som også har fået redt trådene ud.

## Medvirkende
- Keira Knightley som Elizabeth Bennet
- Matthew Macfadyen som Mr. Darcy
- Brenda Blethyn som Mrs Bennet
- Donald Sutherland som Mr Bennet
- Tom Hollander som Mr Collins
- Rosamund Pike som Jane Bennet
- Carey Mulligan som Catherine "Kitty" Bennet
- Jena Malone som Lydia Bennet
- Talulah Riley som Mary Bennet
- Judi Dench som Lady Catherine de Bourgh
- Simon Woods as Charles Bingley
- Tamzin Merchant som Georgiana Darcy
- Claudie Blakley som Charlotte Lucas
- Kelly Reilly som Caroline Bingley
- Rupert Friend som George Wickham
- Cornelius Booth som Colonel Fitzwilliam
- Penelope Wilton som Mrs Gardiner
- Peter Wight som Mr Gardiner
- Meg Wynn Owen som Mrs Reynolds
- Sinead Matthews som Betsy

## Optagelse
Filmen brugte blandt andet Burghley House som kulisse.